# Cirrhilabrus scottorum
 Cirrhilabrus scottorum és una espècie de peix de la família dels làbrids i de l'ordre dels perciformes.

## Morfologia
Els mascles poden assolir els 13 cm de longitud total.

## Distribució geogràfica
Es troba des de la Gran Barrera de Corall fins a Pitcairn.